# Massacres de Bibgou et Soualimou
Les massacres de Bibgou et Soualimou sont commis le 29 février 2024, pendant l'insurrection djihadiste au Burkina Faso.

## Déroulement
Le 29 février 2024, quatre jours après les massacres de Komsilga, Nodin et Soroe, les Forces armées du Burkina Faso commettent une nouvelle attaque contre les civils dans les villages de  Bibgou et Soualimou, entre les villes de Gayéri et de Fada N'Gourma, dans la province de Komondjari et la région Est. 
D'après le témoignage d'un rescapé recueilli par RFI, les militaires arrivent dans ces deux villages aux alentours de 14 heures. Ils ciblent d'abord les habitations des Peuls, mais ces derniers ont fui la zone et ils s'en prennent alors aux Gourmantchés, restés sur place :

« Quand ils sont arrivés chez les Peuls, ils n'ont trouvé personne. Ils avaient tous fui. Ils ont brûlé leurs maisons. Nous, on est restés dans nos familles, ils nous ont dit de nous aligner. Avant même qu'ils tirent, tout le monde a levé les mains. Les militaires ont dit de baisser les bras. Ils les ont baissés et alors les militaires ont tiré sur eux. [...] Après cela, je me suis levé. Je suis allé voir là où on a tué les membres de notre famille. Mon père est mort, ma mère et ma femme aussi, elle est morte. Il y a des enfants, des femmes enceintes, des vieilles... Elles ont toutes été tuées. Maintenant, nous, on se demande pourquoi ? C'est incompréhensible ! »

.
D'après d'autres rescapés, les tueries sont commises par une troupe d'un bataillon d'intervention rapide (BIR), qui avait été formé octobre 2023 et s'était installé à Gayéri deux semaines plus tôt.

## Bilan humain
Le bilan de l'attaque n'est pas connu avec précision. Le 4 mars, RFI indique que plusieurs vidéos collectées montrent des « dizaines de cadavres : hommes, femmes, enfants ». D'après, le témoin cité par RFI : « Le nombre de morts, ça peut atteindre 150 personnes et les blessés dépassent 40 parce que les militaires ont pris quelques blessés et les ont emmenés à Gayéri ».

## Vidéographie
- [vidéo] Burkina Faso : HRW documente le massacre de 223 civils par l’armée dans le nord du pays, France 24, 25 avril 2024.